# Lars Simonsen
Lars Simonsen, född 19 september 1963 är en dansk skådespelare.

## Filmografi (urval)
- 1984 - Tro, hopp och kärlek
- 1985 - Jane Horney
- 1987 – Pelle Erövraren
- 1997 - Barbara
- 1999 - Klinkevals
- 2013 – Bron (TV-serie)
- 2020 – Dejta (TV-serie)